# Yisrael Ba'aliyah
Yisrael Ba'aliyah (ישראל בעלייה) var under åren 1996 - 2003 ett sionistiskt parti i det israeliska parlamentet Knesset. 
Yisrael Ba'aliyah bildades 1995 av två f d refusniks Natan Sharansky (då minister utan portfölj) och Yuli Edelstein. Partiet, som var helt dominerat av judiska immigranter från Ryssland, drev integrationsfrågorna hårt. Ordet "aliyah" betyder också invandring på hebreiska. 
I de allmänna 1996 erövrade Yisrael Ba'aliyah 6% av rösterna och sju platser i Knesset. 
De båda partigrundarna fick var sin statsrådspost i regeringen Netanyahu:
Edelstein blev invandrar- och integrationsminister och Sharansky industri- och handelsminister.
Regeringssamarbetet skapade dock spänningar inom det unga partiet. Många av partiets väljare hade skapat sig en ny framtid på Gazaremsan och såg Osloöverenskommelsen som ett svek. Under mandatperioden bröt sig två parlamentariker ur partiet och bildade Aliya - För ett förnyat Israel. 
I valen i maj 1999 fick Yisrael Ba'aliyah ungefär 5% av rösterna och tappade ett mandat i Knesset. Partiet gick med i Ehud Baraks nya regeringskoalition "Ett Land" och fick två ministerposter, som tilldelades Natan Sharansky och Marina Solodkin. 
Nya interna spänningar ledde till att två vänsterorienterade parlamentsledamöter, i oktober samma år, lämnade Yisrael Ba'aliyah och bildade partiet Demokratiskt Val.
Återstoden av Yisrael Ba'aliyah gick 2003 upp i det regerande Likud-partiet och partiledaren Sharansky fick en ministerpost i regeringen Sharon, som han lämnade ett par år senare i protest mot planerna på att fördriva de judiska bosättarna från Gazaremsan.